# Doyü
Die „Gemeinde Doyü der Lhoba“ (斗玉珞巴族乡,  Dòuyù Luòbā zú Xiāng) ist eine am 26. Oktober 2011 gegründete Nationalitätengemeinde im Kreis Lhünzê des Regierungsbezirks Shannan im Autonomen Gebiet Tibet der Volksrepublik China. Doyü hat eine Fläche von 333 km² und 581 Einwohner (Zensus 2010), von denen 196 (33,73 %) zur ethnischen Minderheit der Lhoba gehören.

## Grenzlage
Das Verwaltungsgebiet von Doyü grenzt im Südosten auf 29 km Länge an die völkerrechtlich umstrittene McMahon-Linie, die hier mitten durch den Kreis Lhünzê verläuft. Dessen südöstliche knappe Hälfte wird z. Zt. von Indien verwaltet und dort zu Arunachal Pradesh gerechnet.

## Administrative Gliederung
Doyü setzt sich aus drei Dörfern zusammen. Diese sind:
- Dorf Doyü (斗玉村), Zentrum, Sitz der Gemeinderegierung;
- Dorf Gyamai (加麦村);
- Dorf Kyimpu (其玛普村).